# You Me Her
You Me Her (englisch für Du ich sie) ist eine US-amerikanisch-kanadische Fernsehserie, die sich um ein Ehepaar dreht, das mit einer Studentin in eine romantische Dreiecksbeziehung tritt. Die von John Scott Shepherd erdachte Serie wurde als „erste polyromantische Comedyserie“ angekündigt. Am 10. Mai 2019 wurde die Serie um eine fünfte und letzte Staffel verlängert.

## Handlung

### Erste Staffel
Die Serie dreht sich um das Ehepaar Jack und Emma Trakarsky aus Portland im US-Bundesstaat Oregon, dessen Sexualleben langsam stirbt. In einem Versuch, ihr Sexualleben zu beleben und vielleicht ein Kind zu zeugen, beschließen sie Izzy, eine 25-jährige College-Studentin und Teilzeit-Escort, in ihre Ehe zu bringen – zunächst als eine rein geschäftsähnliche Vereinbarung. Als beide Ehepartner anfangen, romantische Gefühle für Izzy zu entwickeln und umgekehrt, müssen sie sich durch ein Minenfeld von neugierigen Nachbarn, sozialen Normen und Vorurteilen navigieren. Währenddessen bemühen sie sich, sich ihren eigenen Gefühlen zu stellen und sich an die ungewohnte Dynamik einer polyamoren Beziehung anzupassen. Aus Angst vor sozialen und beruflichen Folgen wollen die Trakarskys sich wieder von Izzy trennen. Nach einem Gespräch mit seinem Vorgesetzten kündigt Jack jedoch und begreift, dass er mit Emma und Izzy ein Leben zu dritt führen will. Als Izzy wegen ihres gebrochenen Herzens Portland verlassen will, verhindern Emma und Jack in letzter Sekunde ihre Abreise.

### Zweite Staffel
Izzy zieht bei Jack und Emma ein. Aus Frust über das Unverständnis von ihren besten Freunden betrinkt das Trio sich und wacht am nächsten Tag mit "EJI"-Tattoos wieder auf. Daraufhin machen Emma, Jack und Izzy ihre polyamore Beziehung bei einer Feier in der Nachbarschaft offiziell. Sein bester Freund Dave und sein Bruder Gabe wecken bei Jack die Befürchtung, dass Emma sich grundsätzlich mehr zu Frauen hingezogen fühlt. Aus Eifersucht verlässt er die gemeinsame Wohnung für einige Tage. Als Izzy versucht, Jack zurückzuholen, schlafen die beiden in der Wohnung von Jacks Bruder miteinander. Später versöhnt Jack sich auch mit seiner Ehefrau. Emma wird von ihren Eltern nach gescheiterten Täuschungsversuchen mit Izzy und Jack im Bett erwischt. Nachdem Emma sich als bisexuell geoutet hat, muss ihr Vater zuerst wegen eines Kreislauf-Zusammenbruchs ins Krankenhaus und akzeptiert daraufhin jedoch die Dreier-Beziehung. Nach der Ermunterung durch seinen Schwiegervater plant Jack einen Umzug in die Innenstadt, um Izzys Wunsch zu erfüllen. Das Trio denkt darüber nach, mit Izzy als Leihmutter und Emma als Eimutter eine gemeinsame Familie zu gründen. Während Jack und Izzy von dieser Idee begeistert sind, flüchtet Emma durch eine Kurzschlussreaktion nach Seattle.

### Dritte Staffel
Izzy und Jack leben seit vier Monaten zu zweit in Portland zusammen, während Emma in Seattle eine Beziehung mit einer Kollegin führt. Vor der Scheidung von Emma und Jack erzwingt Izzy eine Aussprache zwischen dem Ehepaar. Als Jack nach einem Streit Emma küsst und Izzy die Wohnung betritt, schläft das Trio wieder miteinander. Daraufhin stellt Izzy klar, dass Emma für sie gestorben ist, falls sie erneut flüchtet. Emma kehrt trotzdem nach Seattle zurück und unterzeichnet die Scheidungspapiere. Sechs Wochen später erfährt Emma, dass sie schwanger ist. Währenddessen stehen Jack und Izzy kurz davor, sich zu verloben, und treffen sich zum ersten Mal gemeinsam mit Izzys Vater Ben. Jack bittet Emma, keine Abtreibung durchzuführen. Nach einem Gespräch mit ihrer besten Freundin Carmen wird Emma bewusst, dass sie immer noch in Jack und Izzy verliebt ist. Daraufhin kommt es zur erneuten Versöhnung des Trios, das sich auf die Gründung einer Familie mit zwei Müttern und einem Vater für das ungeborene Kind einigt. Emma und Jack machen Izzy zusammen einen Heiratsantrag, weil sie selbst bereits durch das gemeinsame Kind verbunden sind und auch eine feste Bindung mit Izzy eingehen wollen. Weil Izzy nicht Emma oder Jack bevorzugen will, entscheidet das Trio sich gegen eine rechtliche Ehe und startet durch eine spirituelle Poly-Bindungsfeier eine Ehe zu dritt. Dadurch gibt auch Ben seinen Widerstand gegen die Dreier-Beziehung seiner Tochter auf.

### Vierte Staffel
Wegen Emmas Übelkeit in der Schwangerschaft kommt es in der spirituellen Ehe des Trios zu einer Sexflaute, weshalb sie Izzy und Jack dazu auffordert, mit ihr als Zuschauerin zu zweit miteinander zu schlafen. Nach der Rückkehr in das alte Haus von Emma und Jack fällt es Izzy schwer, sich mit dem Vorstadtleben abzufinden. Bei einem Arztbesuch erfährt das Trio, dass Emma Zwillinge zur Welt bringen wird.  Konflikte mit der Nachbarin Lala führen zu weiteren Spannungen. Gabe bittet Izzy und Emma um Hilfe, weil er eine Versöhnung zwischen Jack und seiner Mutter herbeiführen will. Daraufhin erfährt Jack, dass sein Vater seine Mutter wegen einer anderen Frau verlassen hatte, bevor er bei einem tödlichen Unfall starb. Izzy wird bewusst, dass sie auch selbst Kinder zur Welt bringen will. Emma und Jack stellen jedoch klar, dass sie die Familienplanung mit den Zwillingen beenden wollen. Auf der Jahrestagsfeier des Trios eskaliert der Konflikt.

### Fünfte Staffel
Nachdem Izzy sich von Jack und Emma wegen der unvereinbaren Familienplanung getrennt hat, arbeitet sie mittlerweile in San Diego und kümmert sich dort um den Jungen Leo, den sie adoptieren will. Die Trakarskys leben mit den inzwischen geborenen Zwillingen währenddessen weiterhin in der Vorstadt von Portland. Als Izzy ihren Vater besucht, kommt es bei der Begegnung mit Emma und Jack zum Streit. Zudem erfährt Izzy, dass ihr Vater sich mit ihrer früheren Nachbarin Lala verlobt hat. Nach gegenseitigen Provokationen gestehen sich Izzy und die Trakarskys ein, dass sie noch nicht übereinander hinweg sind. Nina fordert Emma und Jack dazu auf, die Dreier-Beziehung mit Izzy durch eine Lüge endgültig zu beenden, damit Izzy alleine neu anfangen kann. Danach wird den Trakarskys jedoch bewusst, dass sie ohne Izzy nicht glücklich werden können. Emma und Jack wollen für Izzy ihre Familienplanung ändern und bei Bens Hochzeit uneingeladen auftauchen, um ihre spirituelle Ehefrau zurückzugewinnen. Izzy entscheidet sich, trotzdem nach San Diego zurückzukehren, weil sie ihren Ziehsohn Leo dort nicht im Stich lassen kann.
Nach dem vermeintlich endgültigen Abschied zwischen dem Trio begreifen Emma und Jack, dass ihre Wohnung in Portland sich ohne Izzy nicht mehr wie ein Zuhause anfühlt. Weil Nina erkennt, dass ihre beste Freundin unglücklich ist und sich eigentlich immer noch eine Fortführung der Dreier-Beziehung wünscht, informiert sie die Trakarskys über Izzys Gefühlslage. Daraufhin beschließen Emma und Jack, ihr Haus zu verkaufen und für Izzy ihre gesamte Lebensplanung aufzugeben. In San Diego finden die beiden Izzy mit Leo und erklären ihr, dass das Zuhause der Trakarskys immer dort sein wird, wo sie ist. Drei Jahre später bringt Izzy ein Kind, das beim Sex mit Emma und Jack gezeugt wurde, zur Welt. Mit dem neugeborenen Kind, den Zwillingen und Leo lebt das Trio an der mexikanischen Grenze wieder in einer festen Beziehung.

## Besetzung und Synchronisation
Die deutsche Synchronisation entstand nach einem Dialogbuch von Katja Brügger, Thomas Maria Lehmann und Ulrike Lau sowie unter der Dialogregie von Andreas Pollak, Anja Topf und Michael Bartel durch die Synchronfirma Studio Hamburg Synchron in Hamburg.

### Hauptdarsteller
| Rollenname            | Schauspieler     | Synchronsprecher     |
| --------------------- | ---------------- | -------------------- |
| Isabelle „Izzy“ Silva | Priscilla Faia   | Nadine Schreier      |
| Emma Trakarsky        | Rachel Blanchard | Andrea Cleven        |
| Jack Trakarsky        | Greg Poehler     | Tino Mewes           |
| Nina Martone          | Melanie Papalia  | Katharina von Keller |

### Nebendarsteller
| Rollenname       | Schauspieler    | Synchronsprecher     |
| ---------------- | --------------- | -------------------- |
| Andy Cutler      | Jarod Joseph    | Daniel Schütter      |
| Carmen Amari     | Jennifer Spence | Sandra Maria Schöner |
| Dave Amari       | Ennis Esmer     | Monty Arnold         |
| Lori Matherfield | Chelah Horsdal  | Tanja Dohse          |
| Ava Matherfield  | Laine MacNeil   | Jenny Maria Meyer    |
| Dean Weinstock   | Jerry Wasserman | Jürgen Uter          |
| Shaun            | Patrick Gilmore | Marcus Just          |
| Hal Seaver       | Michael Hogan   |                      |
| Ruby Shivani     | Agam Darshi     | Jennifer Böttcher    |

## Ausstrahlung
Die Erstausstrahlung der ersten Staffel erfolgte vom 22. März bis zum 24. Mai 2016 auf dem US-amerikanischen Fernsehsender Audience. Im Juni 2016 wurde eine zweite und dritte Staffel der Serie bestellt. Die zweite Staffel wurde vom 14. Februar bis zum 18. April 2017 ausgestrahlt. Seit dem 20. März 2018 strahlte Audience die dritte Staffel aus.
In Kanada startete die Erstausstrahlung der ersten Staffel am 10. Juli 2016 auf HBO Canada. Die zweite Staffel wurde seit dem 5. März 2017 ausgestrahlt.
Außerhalb der USA und Kanadas ist die erste Staffel von You Me Her seit dem 10. Februar 2017 auf dem Video-on-Demand-Dienst Netflix zu sehen. Die zweite Staffel wurde am 15. Juni 2017 veröffentlicht. Am 1. Juni 2018 kam die dritte Staffel online. Die Veröffentlichung der vierten Staffel fand am 12. Juli 2019 statt. Die fünfte und damit auch letzte Staffel erschien am 22. Oktober 2020.

## Episodenliste

### Übersicht
| Staffel | Episodenanzahl | Erstausstrahlung USA | Erstausstrahlung USA | Deutschsprachige Veröffentlichung |
| Staffel | Episodenanzahl | Staffelpremiere      | Staffelfinale        | Deutschsprachige Veröffentlichung |
| ------- | -------------- | -------------------- | -------------------- | --------------------------------- |
| 1       | 10             | 22. Mär. 2016        | 24. Mai 2016         | 10. Feb. 2017                     |
| 2       | 10             | 14. Feb. 2017        | 18. Apr. 2017        | 15. Jun. 2017                     |
| 3       | 10             | 20. Mär. 2018        | 22. Mai 2018         | 1. Jun. 2018                      |
| 4       | 10             | 9. Apr. 2019         | 11. Jun. 2019        | 12. Jul. 2019                     |
| 5       | 10             | 7. Jun. 2020         | 7. Jun. 2020         | 22. Okt. 2020                     |

### Staffel 1
| Nr. (ges.) | Nr. (St.) | Deutscher Titel                                  | Originaltitel                   | Erstausstrahlung USA | Deutschsprachige Erstveröffentlichung (D/A/CH) | Regie         | Drehbuch            |
| ---------- | --------- | ------------------------------------------------ | ------------------------------- | -------------------- | ---------------------------------------------- | ------------- | ------------------- |
| 1          | 1         | Zigaretten, Zwiebelringe und alles Drum und Dran | Cigarettes and Funions and Crap | 22. März 2016        | 10. Feb. 2017                                  | Nisha Ganatra | John Scott Shepherd |
| 2          | 2         | Bleibst du cool?                                 | Can You Be Cool?                | 29. März 2016        | 10. Feb. 2017                                  | Nisha Ganatra | John Scott Shepherd |
| 3          | 3         | Keine Penetration                                | No Penetration                  | 5. Apr. 2016         | 10. Feb. 2017                                  | Nisha Ganatra | John Scott Shepherd |
| 4          | 4         | Du kannst was ankreuzen                          | Check a Box                     | 12. Apr. 2016        | 10. Feb. 2017                                  | Nisha Ganatra | John Scott Shepherd |
| 5          | 5         | Nichte Jackie                                    | Niece Jackie                    | 19. Apr. 2016        | 10. Feb. 2017                                  | Nisha Ganatra | John Scott Shepherd |
| 6          | 6         | Das D-Wort                                       | The T Word                      | 26. Apr. 2016        | 10. Feb. 2017                                  | Nisha Ganatra | John Scott Shepherd |
| 7          | 7         | Der Morgen danach                                | The Morning After               | 3. Mai 2016          | 10. Feb. 2017                                  | Nisha Ganatra | John Scott Shepherd |
| 8          | 8         | Die lebendigere Beziehung                        | The Relationship More Populated | 10. Mai 2016         | 10. Feb. 2017                                  | Nisha Ganatra | John Scott Shepherd |
| 9          | 9         | Sweet Home Colorado                              | Sweet Home Colorado             | 17. Mai 2016         | 10. Feb. 2017                                  | Nisha Ganatra | John Scott Shepherd |
| 10         | 10        | Mehr romantische Komödie geht nicht              | Trope Isn’t a Four Letter Word  | 24. Mai 2016         | 10. Feb. 2017                                  | Nisha Ganatra | John Scott Shepherd |

### Staffel 2
| Nr. (ges.) | Nr. (St.) | Deutscher Titel                                       | Originaltitel                               | Erstausstrahlung USA | Deutschsprachige Erstveröffentlichung (D/A/CH) | Regie         | Drehbuch            |
| ---------- | --------- | ----------------------------------------------------- | ------------------------------------------- | -------------------- | ---------------------------------------------- | ------------- | ------------------- |
| 11         | 1         | Die Sexfee und das ewige Feuer                        | Sex Fairy and the Eternal Flames            | 14. Feb. 2017        | 15. Juni 2017                                  | Sara St. Onge | John Scott Shepherd |
| 12         | 2         | China Girl                                            | Like Riding a Vagina Bike                   | 21. Feb. 2017        | 15. Juni 2017                                  | Sara St. Onge | John Scott Shepherd |
| 13         | 3         | Erinnerst du dich an Ruby?                            | Remember, Ruby, Remember                    | 28. Feb. 2017        | 15. Juni 2017                                  | Sara St. Onge | John Scott Shepherd |
| 14         | 4         | Schrödingers Katze                                    | Cat in the Box                              | 7. März 2017         | 15. Juni 2017                                  | Sara St. Onge | John Scott Shepherd |
| 15         | 5         | Die Weisheiten des Kiffer-Sensei                      | Stoner Sensai’s Secrets of Love             | 14. März 2017        | 15. Juni 2017                                  | Sara St. Onge | John Scott Shepherd |
| 16         | 6         | Was läuft falsch bei euch Trakarskys?                 | What the F Is Wrong With You Trakarskys?    | 21. März 2017        | 15. Juni 2017                                  | Sara St. Onge | John Scott Shepherd |
| 17         | 7         | Die komische Janis und die Unterschicht-Gebärmaschine | Weird Janis and the White Trash Baby Vessel | 28. März 2017        | 15. Juni 2017                                  | Sara St. Onge | John Scott Shepherd |
| 18         | 8         | Verrückte kleine Liebespudel                          | Freaky Little Love Poodles                  | 4. Apr. 2017         | 15. Juni 2017                                  | Sara St. Onge | John Scott Shepherd |
| 19         | 9         | Silver Linings und Wodka                              | Silver Linings and Vodka                    | 11. Apr. 2017        | 15. Juni 2017                                  | Sara St. Onge | John Scott Shepherd |
| 20         | 10        | Baby, Baby Where Did Our Love Go?                     | Baby, Baby Where Did Our Love Go?           | 18. Apr. 2017        | 15. Juni 2017                                  | Sara St. Onge | John Scott Shepherd |

### Staffel 3
| Nr. (ges.) | Nr. (St.) | Deutscher Titel                                                        | Originaltitel                                      | Erstausstrahlung USA | Deutschsprachige Erstveröffentlichung (D/A/CH) | Regie         | Drehbuch                             |
| ---------- | --------- | ---------------------------------------------------------------------- | -------------------------------------------------- | -------------------- | ---------------------------------------------- | ------------- | ------------------------------------ |
| 21         | 1         | Sch****los in Seattle                                                  | Dickless in Seattle                                | 20. März 2018        | 1. Juni 2018                                   | Sara St. Onge | John Scott Shepherd                  |
| 22         | 2         | Vertragt euch                                                          | I Said Make Up                                     | 27. März 2018        | 1. Juni 2018                                   | Sara St. Onge | John Scott Shepherd                  |
| 23         | 3         | Lesbische Touristinnen und moderne Vollpfosten                         | Tourist Lesbians and Millennial Twats              | 3. Apr. 2018         | 1. Juni 2018                                   | Sara St. Onge | John Scott Shepherd                  |
| 24         | 4         | Unvorstellbar!                                                         | Inconceivable!                                     | Apr. 2018            | 1. Juni 2018                                   | Sara St. Onge | Natalie Renée Shepherd               |
| 25         | 5         | Willkommen im Tigerkäfig                                               | Welcome to the Tiger Cage                          | 17. Apr. 2018        | 1. Juni 2018                                   | Sara St. Onge | John Scott Shepherd                  |
| 26         | 6         | Verarsch mich einmal? Dumm gelaufen. Verarsch mich zweimal? Leck mich. | Fool Me Once? Shame on You. Fool Me Twice? Blow Me | 24. Apr. 2018        | 1. Juni 2018                                   | Sara St. Onge | John Scott Shepherd & Martina Monroe |
| 27         | 7         | Halt deine Eierstöcke fest                                             | Hold Onto Your Ovaries                             | 1. Mai 2018          | 1. Juni 2018                                   | Sara St. Onge | John Scott Shepherd                  |
| 28         | 8         | Die heimtückische Anziehungskraft von Pfannkuchen                      | The Insidious Lure of Pumpkin Spice                | 8. Mai 2018          | 1. Juni 2018                                   | Sara St. Onge | Natalie Renée Shepherd               |
| 29         | 9         | Ein A****loch, noch ein A****loch und ein depressiver Muppet           | Asshole, Other Asshole, and the Depressive Muppet  | 15. Mai 2018         | 1. Juni 2018                                   | Sara St. Onge | John Scott Shepherd                  |
| 30         | 10        | Ja, nein, vielleicht                                                   | You Be You And I’ll Be Me                          | 22. Mai 2018         | 1. Juni 2018                                   | Sara St. Onge | John Scott Shepherd                  |

### Staffel 4
| Nr. (ges.) | Nr. (St.) | Deutscher Titel                                                   | Originaltitel                                      | Erstausstrahlung USA | Deutschsprachige Erstveröffentlichung (D/A/CH) | Regie       | Drehbuch                           |
| ---------- | --------- | ----------------------------------------------------------------- | -------------------------------------------------- | -------------------- | ---------------------------------------------- | ----------- | ---------------------------------- |
| 31         | 1         | Dreieckige Figur trifft auf rundes Loch                           | Triangular Peg, Meet Round Hole                    | 9. Apr. 2019         | 12. Juli 2019                                  | Jem Garrard | John Scott Shepherd                |
| 32         | 2         | Die traurigste Lachnummer der Welt                                | The Saddest Clown Show Ever                        | 16. Apr. 2019        | 12. Juli 2019                                  | Jem Garrard | Michael Reisz                      |
| 33         | 3         | Der Blinde führt den Lahmen geleitet vom Dummen                   | The Deaf Leading the Blind Leading the Stupid      | 23. Apr. 2019        | 12. Juli 2019                                  | Jem Garrard | John Scott Shepherd & Jackie Vleck |
| 34         | 4         | Das ist so bekloppt und ich fang garantiert nicht zu heulen an    | That's So Stupid and I'm Definitely Not Crying     | 30. Apr. 2019        | 12. Juli 2019                                  | Jem Garrard | John Scott Shepherd                |
| 35         | 5         | Der Weihnachtsmann reitet auf dem Loch-Ness-Monster nach Atlantis | Santa Claus Rides Loch Ness Monster into Atlantis! | 7. Mai 2019          | 12. Juli 2019                                  | Jem Garrard | John Scott Shepherd & Alex Koplow  |
| 36         | 6         | Können wir das Mutter-Ding für uns behalten?                      | Eat Your Strangers and Don't Talk to Vegetables!   | 14. Mai 2019         | 12. Juli 2019                                  | Jem Garrard | Jackie Vleck                       |
| 37         | 7         | Wer hat jetzt Eier im Haar?                                       | Now Who's Got Egg in Her Hair?                     | 21. Mai 2019         | 12. Juli 2019                                  | Jem Garrard | Michael Reisz                      |
| 38         | 8         | Ein Eintopf voller Verrücktheiten                                 | A Whole Bouillabaisse of Crazy                     | 28. Mai 2019         | 12. Juli 2019                                  | Jem Garrard | Michael Reisz & Jackie Vleck       |
| 39         | 9         | Ich bin Popeye und du mein schöner Spinat                         | I'm Popeye and You're My Beautiful Spinach         | 4. Juni 2019         | 12. Juli 2019                                  | Jem Garrard | Martino Monro                      |
| 40         | 10        | Wer wir sind...und wer wir nicht sind                             | Who We Are... And Who We Aren't                    | 11. Juni 2019        | 12. Juli 2019                                  | Jem Garrard | John Scott Shepherd                |

### Staffel 5
| Nr. (ges.) | Nr. (St.) | Deutscher Titel                        | Originaltitel                      | Erstausstrahlung USA | Deutschsprachige Erstveröffentlichung (D/A/CH) | Regie       | Drehbuch                                 |
| ---------- | --------- | -------------------------------------- | ---------------------------------- | -------------------- | ---------------------------------------------- | ----------- | ---------------------------------------- |
| 41         | 1         | Die Phasen des (Trennungs-)Schmerzes   | The Stages of (Breakup) Grief      | 7. Juni 2020         | 22. Okt. 2020                                  | Gail Harvey | John Scott Shepherd                      |
| 42         | 2         | Magischer Fühl-dich-wohl-Tee           | Dr. Feelgood's Magic Tea           | 7. Juni 2020         | 22. Okt. 2020                                  | Gail Harvey | John Scott Shepherd & Jackie Vleck Moody |
| 43         | 3         | Es läuft scheiße                       | Squonk Happens                     | 7. Juni 2020         | 22. Okt. 2020                                  | Gail Harvey | Elaine Aronson                           |
| 44         | 4         | Ich hasse euch                         | Also, I Hate You.                  | 7. Juni 2020         | 22. Okt. 2020                                  | Gail Harvey | Martina Monro                            |
| 45         | 5         | Erinnert euch ans Angelina!            | Remember the Carlyle!              | 7. Juni 2020         | 22. Okt. 2020                                  | Gail Harvey | John Scott Shepherd                      |
| 46         | 6         | Beende es richtig                      | Break It like You Mean It          | 7. Juni 2020         | 22. Okt. 2020                                  | Gail Harvey | John Scott Shepherd & Elaine Aronson     |
| 47         | 7         | Nennt sich Chicago-Style               | Going Deep Dish                    | 7. Juni 2020         | 22. Okt. 2020                                  | Gail Harvey | Jackie Vleck Moody                       |
| 48         | 8         | Oh Mama!                               | Oh, Mama!                          | 7. Juni 2020         | 22. Okt. 2020                                  | Gail Harvey | John Scott Shepherd & Alex Koplow        |
| 49         | 9         | Sag etwas, irgendetwas                 | Say Something. Say Anything.       | 7. Juni 2020         | 22. Okt. 2020                                  | Gail Harvey | Elaine Aronson & Jackie Vleck Moody      |
| 50         | 10        | Zuhause ist, wo das flammende Herz ist | Home Is Where the Flaming Heart Is | 7. Juni 2020         | 22. Okt. 2020                                  | Gail Harvey | John Scott Shepherd                      |